# Thamnomys kempi
Thamnomys kempi es una especie de roedor de la familia Muridae.

## Distribución geográfica
Se encuentra en Burundi, República Democrática del Congo, y Ruanda.

## Hábitat
Su hábitat natural es: Clima tropical o Clima subtropical, montañas.

## Estado de conservación
Se encuentra amenazada de extinción por la pérdida de su hábitat natural.